# イグナティウス・アチャンポン
イグナティウス・クツ・アチャンポン（英語: Ignatius Kutu Acheampong、1931年9月23日 - 1979年6月16日）は、ガーナの軍人、政治家、キリスト教徒。クーデターで政権を握り、ガーナの第6代の国家元首となった。
1972年1月13日、アチャンポンは無血クーデターを起こし、文民政権のコフィ・ブシア首相を追放して軍事政権を樹立した。大義名分はブシアの経済失政とアカン人中心主義に対する反発だった。
アチャンポンは国家救済評議会 (NRC) を設置し、議長に就任。軍政をひいて混乱を収拾しようとしたが、逆に政治の私物化が行われ、腐敗が横行。「泥棒政治」といわれる状況に陥った。ガーナ経済はどん底に落ち込み、アチャンポンへの批判が高まった。
1975年10月9日、国家救済評議会は最高軍事評議会 (SMC) へと改編され、アチャンポンは市民も入れた連合政権を提案。1978年3月30日の国民投票で60.11%の支持を得たものの、1978年7月5日、フレッド・アクフォ中将のクーデターにより失脚。その後アクフォによって釈放されたものの、1979年6月16日、ジェリー・ローリングスのクーデターによって失政の責任を問われ、処刑された。

## 私生活
アチャンポンはファウスティナ・アチャンポンと結婚した。二人いる孫のうちの一人は、アメリカン・フットボール選手のチャーリー・ペプラである。もう一人の孫は身長6フィート9インチ（205.74 cm）で、フラムFCのストライカーを務めるヤキニ・アチャンポンである。
彼はカトリックの信徒として育てられたが、統治期間中、1972年7月の「スピリチュアルな教会」の集会と、1973年12月1日のプラ川の神のためのシャナにおける「牛屠殺の儀式」という異教の儀式の両方で演説をした。双方のイベントで、彼のコメントはそれらの宗教への信仰を表明した。